# 哲学科学百科全书纲要
哲学科学百科全书（英文简写作EPS或簡稱全书；简写作EPW，翻译为哲学科学百科全书纲要，由格奥尔格·威廉·弗里德里希·黑格尔创作(首版1817年，再版1827年，三版1830年）是一部黑格尔的全部体系哲学的简本，也是黑格尔生前发布的全部成熟哲学体系的唯一形式。 实际上，这个体系的自足性，它的唯心的基本实在结构，还有这个体系的封闭性，使得《全书》成为绝对唯心主义的卓绝陈述。
黑格尔为这部旨在为他的讲演的听众提供的教学辅助用的《全书》作了长于十年的反复校订和扩充，但强调《全书》的作用不过是需要进一步通过口头阐述来补充的“课本”。1830年的版本被众多英文译本广泛采用。黑格尔死后其学生向文本中添加了从他们各自的講演笔记中摘出的丰富的“附释”(Zusätze)。这些增补带有举例与详尽的说明，而同时学者们的这些附释也并不是逐字摘自黑格尔的讲演，它们的更加非正式与非专业的风格也让它们相较于“必要的原始說明”更受欢迎。
作品的第一部分有时也被称为《小逻辑》，以使之区别于黑格尔的《逻辑学》，也就是所谓的《大逻辑》。

## 结构
《全书》有三个主要部分，每一部分都被进一步细分，皆以涵盖实在的全部基本环节，并形成了一个封闭的系统的整体。
1. 逻辑学
  1. 存在论
  2. 本质论
  3. 概念论
2. 自然哲学
  1. 力学
  2. 物理学
  3. 有机学
3. 精神哲学（英语：Philosophie de l'esprit (Hegel)）
  1. 主观精神
  2. 客观精神
  3. 绝对精神

黑格尔通过已完成的体系让圆圈闭合，认真地对待一步一步从之前的概念推导出的每一个实在的范畴(思维的确定性)，展现了它的统一性。

## 概述
这部作品透过使用辩证理性展现自身，描述了理念的模式。
尽管有些人认为自然哲学与精神哲学是应用逻辑学，但这其实是一种误解。《全书》的目的是描述性的：去表述精神如何外化自身，而不是在人类知识的全部领域应用辩证法，但精神是在发展的过程中，就像一个种子正长为一棵成熟的树：这要跨过各个阶段。精神第一阶段的外化被表述为逻辑。因此逻辑将思维中的各个范畴体现为自在的；它们是思维一切的全部必须条件，是我们全部思维活动进行的背景。这些逻辑范畴没有一个是在精神之外的。为了要得到关于一件事情存在的知识，我们必须思索它。而任何观察都不能把我们引向事情的实存。思维与存在是等价的，而正因如此，逻辑学与形而上学也是等价的。它的全部潜在要素就是精神；因此思维的活动也丝毫没有少于精神的自我阐述。（这就是黑格尔关于逻辑是上帝创世之前的世界图景的可能的说法。）
在精神愈发完满地自我实现时，它到达了这样一点，在这一点，它再也无法保持自身的自在存在；它是不完满的，于是它就将自己外化了；这就产生了自然哲学。这个发展阶段完成之后，精神就返回自身，这就有了精神哲学。

## 第一部分：逻辑学
逻辑学部分，又称为“小逻辑”，是系列中三个重要部分的第一部分，该书原本是黑格尔给学生上课的讲义，所以写作风格简练紧凑，文章以小段的说明为主，但在其去世后他的学生们在里面又加上了自己的笔记作为附释，最终使作品不失原意的同时，可以根据附释内容辅助理解。与黑格尔之前发表的《逻辑学》（俗称“大逻辑”）相比，小逻辑在内容上有一定程度的补充和发挥，在结构上有很大的变动和优化。因为其形成较晚，所以代表了黑格尔比较成熟的哲学思想。但是两书中关于逻辑学的分类，并没有变动。
本书中黑格尔所论述的内容，只是关于黑格尔哲学中逻辑学的相关内容，是研究理念自在自为的科学，是黑格尔辩证法的核心。在此书中，黑格尔把逻辑学分为了三部分，就是“存在论”、“本质论”和“概念论”。关于这三部分的关系，是层层渐进的：只有概念是真理，或者说，概念是存在与本质的真理。因为存在与本质只是直接的和间接的东西，所以如果两者坚持在孤立的状态中，那么其都不能是真理。

### 存在论
“存在只是潜在的概念。存在的各个规定或范畴都可用是去指谓。把存在的这些规定分别开来看，它们是彼此互相对立的。从它们进一步的规定（或辩证法的形式）来看，它们是互相过渡到对方。这种向对方过渡的进程，一方面是一种向外的设定，因而是潜在存在着的概念的开展，并且同时也是存在的向内回复或深入于其自己本身。因此在存在论的范围内去解释概念，固然要发挥存在的全部内容，同时也要扬其存在的直接性或扬弃存在本来的形式。”（《小逻辑》“存在论”第一段）
黑格尔认为，存在是关于思想直接性的一个表现，研究存在是研究自在或潜在的概念。其内容包含质、量、尺度。质就是区分存在的标识，比如说车、房子、水等。有了质，存在就被标明，同时也不会相互混淆，如果“存在”失去它的质，那么它就不再是存在。而量，是衡量存在尺度的标识，比如说35页的书和1800页的书，不论页数多少，但都是书，量的多少并不会影响存在。尺度，即为质与量的统一，是带有质的量，说明了通过量的增加或减少对存在“不影响”的范围是有限的，比如说湖，水一定量的减少它还是湖，但是减少到只剩一点水的话它就不是湖了，就变质为水洼或别的名称。
所以存在从尺度出发，就可以进展到第二阶段的范畴“本质”。

### 本质论
“本质是设定起来的概念，本质中的各个规定只是相对的，还没有完全返回到概念本身；因此，在本质中概念还不是自为的。本质，作为通过对它自身的否定而自己同自己中介着的存在，是与自己本身相联系，仅因为这种联系是与对方相联系，但这个对方并不是直接的存在着的东西，而是一个间接的和设定起来的东西。在本质中，存在并没有消逝，但是首先，只有就本质作为单纯的和它自身相联系来说，它才是存在；第二、但是存在，由于它的片面的规定，是直接性的东西，就被贬抑为仅仅否定的东西，被贬抑为假象（Schein）。——因此本质是映现在自身中的存在。”（《小逻辑》“本质论”第一段）
黑格尔认为，本质是存在的真理，是自己过去了的或内在的存在，具有反思性与自身映现性。举例来说，你从镜子里看到一个物体的像，而那个像由于镜面和光的原因，可能与原本物体并不相同。而这里的“像”即代表了上一阶段的“存在”，而“原本物体”即为本质。所以认识事物本质，仅仅是通过从量过渡到质或从质过渡到量那是不行的，事物中永久的东西，才是本质。
本质论是黑格尔逻辑学中最难懂的一部分，它包含了一般形而上学和科学的范畴，而这些范畴又是反思的知性的产物，知性将各范畴的区别一方面认作独立自存，而另一方面又肯定了它们的相对性。所以从这两方面出发并研究其怎样联系，就可以进展到第三阶段的范畴“概念”。

### 概念论
“概念是自由的原则，是独立存在着的实体性的力量。概念又是一个全体，这全体中的每一环节都是构成概念的一个整体，而且被设定和概念有不可分离的统一性。所以概念在它的自身同一里是自在自为地规定了的东西。”（《小逻辑》“概念论”第一段）
黑格尔认为，概念并不像存在或本质一样是通过互相转化或者通过映现性而表现的，而是一种发展。而且概念并不像前两者那样是相对的存在，而是绝对的、不依赖他物的、自由的存在。比如说人，从表面上看，有男的、女的、老的、小的、黄色皮肤的、黑的皮肤的、正常的、残疾的等，但是这些显然都只是个体特征，是人这个事物的在现世的不同表现和个体体现，当看见这个个体时，只是可以证明这个个体是有的，这就是存在；而透过表面看，便可以总结出人是有两个性别、可以生长发育衰老、有皮肤五官等，这是人这个事物永久的东西，这就是本质；而再透过本质，便可以说一个特定的有序列的基因码确定了人，这个“特定的有序列的基因码”就是概念。概念并不依赖于人是个什么状态，而人的状态又只是概念在不同阶段的表现。

## 中文各译本
哲学全书各部分之中文译本均已各自出版。《逻辑学》已由商务印书馆和人民出版社先后出版（商务印书馆的版本称作《小逻辑》，出过两版，均由贺麟翻译。人民出版社的版本是由梁志学翻译的，是第一个以德文版为底本的译本。）。《自然哲学》已由梁志学等人译出，由商务印书馆出版。《精神哲学》由杨祖陶译出，人民出版社出版。

## 注记
1. 1 2  Hegel, Georg Wilhelm Fredrich. . Brinkmann, Klaus; Dahlstrom, Daniel O.  (编). . Cambridge University Press. 2010-10-28  [2018-02-18]. ISBN 9780521829144. （原始内容存档于2019-12-14） （英语）.
2. ↑  Hegel, Georg Wilhelm Fredrich. Brinkmann, Klaus; Dahlstrom, Daniel O. , 编. . Cambridge University Press. 2010-11-29: 8  [2018-02-18]. ISBN 9780521829144. （原始内容存档于2023-10-09） （英语）.
3. ↑  See for example  ·  Hegel, Georg. . Indianapolis: Hackett. 1991. ISBN 9780872200708.,  · Hegel, Georg. . Oxford New York: Clarendon Press Oxford University Press. 2004. ISBN 0199272670.  · Hegel, Georg. . Oxford: Clarendon Press. 1975. ISBN 0198245122.  · Hegel, Georg. . Cambridge: Cambridge University Press. 2015. ISBN 1107499690.  · Hegel, Georg. . Oxford: Clarendon Press. 1990. ISBN 0198750145.
4. ↑  . . 由梁志学翻译. 人民出版社.